# Jaroslav Pešina
Jaroslav Pešina (27. dubna 1912 Smíchov – 7. listopadu 1992 tamtéž) byl český historik umění, profesor Univerzity Karlovy.

## Život a působení
Narodil se jako prostřední ze tří dětí v rodině velkoobchodníka s kávou a cukrem Jana Pešiny (* 1871) a jeho ženy Zdenky, rozené Meisnerové (* 1884). Rodina pobývala střídavě v Praze a na venkovském sídle v Senohrabech.
Po maturitě v Praze studoval v letech 1931–1936 dějiny umění na Filozofické fakultě UK u profesorů V. Birnbauma, J. Cibulky, J. Šusty a Antonína Matějčka, s jehož dcerou Alenou se roku 1941 oženil. Roku 1939 obdržel Římské stipendium v pobočce Českého historického ústavu v Římě. V letech 1939–1950 pracoval v Národní galerii v Praze, ve sbírce starého umění. Roku 1950 se habilitoval a roku 1954 byl jmenován profesorem na Filozofické fakultě UK, kde v letech 1963–1970 vedl katedru dějin umění, než byl jako bezpartijní funkce zbaven. Dále na téže katedře přednášel dějiny gotického malířství a vedl proseminář dějin umění až do roku 1980.
Působil v Ústavu pro teorii a dějiny umění Československé akademie věd jako člen ústavní rady a vědecký redaktor, přispěl k rozvoji Národní galerie v Praze, v níž se stal předsedou nákupní komise pro staré umění i členem vědecké rady. Byl členem Mezinárodního komitétu dějin umění. Jako ocenění prestiže, kterou svým dílem vydobyl české medievalistice, mu byla roku 1972 udělena Herderova cena. V letech 1953–1993 byl členem redakční rady, 1961–1970 šéfredaktor časopisu Umění.

## Dílo
Věnoval se hlavně domácímu malířství pozdní gotiky a renesance, v období okupace také knižní vazbě a moderní české grafice, pod tlakem politické situace v první polovině 50. let rovněž dílu Mikoláše Alše.
Jaroslav Pešina zásadním způsobem přispěl k poznání českého gotického malířství a jeho zařazení do evropského kontextu, uspořádal roztříštěný památkový fond a jeho chronologii, osvětlil otázky autorství děl. Mnoho jeho dílčích studií, které publikoval zejména v časopise Umění, vyústilo ve velké souborné publikace o české gotice.